# Rupert Farley
Rupert Charles Farley (Holborn, 4 agosto 1957) è un attore e doppiatore britannico.

## Biografia
Ha lavorato in diversi film britannici e come speaker di alcune pubblicità. Come doppiatore, ha dato la voce a Volpe e vari personaggi ne Le avventure del bosco piccolo.

## Filmografia

### Cinema
- Il manuale del giovane avvelenatore (The Young Poisoner's Handbook), regia di Benjamin Ross (1995)
- La mia regina (Mrs. Brown), regia di John Madden (1997)
- Brivido di sangue (Immortality), regia di Po-Chih Leong (1998)
- Shakespeare in Love, regia di John Madden (1998)
- La vera storia di Jack lo squartatore - From Hell (From Hell), regia di Albert e Allen Hughes (2001)

### Doppiatore
- Le avventure del bosco piccolo (The Animals of Farthing Wood), regia di Elphin Lloyd-Jones (1993-1995) - serie animata
- Valiant - Piccioni da combattimento (Valiant), regia di Gary Chapman (2005)
- Ribelle - The Brave (Brave), regia di Mark Andrews e Brenda Chapman (2012)

## Doppiatori italiani
Nelle versioni in italiano dei suoi lavori, Rupert Farley è stato doppiato da: 
- Giovanni Petrucci in Brivido di sangue

Da doppiatore è sostituito da:
- Michele Gammino e Simone Mori ne Le avventure del bosco piccolo[1]